# Каменный крест (фильм)
«Каменный крест» — советский художественный фильм 1968 года, снятый по новеллам Василия Стефаника «Вор» и «Каменный крест».
В списке ста лучших украинских фильмов по версии кинокритиков, составленном в 2021 году, фильм занимает 5-е место.

## Сюжет
Пожилой крестьянин Иван Дидух носит в мешке землю на каменистую гору, чтобы устроить там пахотный участок. Затем при помощи коня он пытается пахать участок плугом. Когда над ним начинает петь птичка, он кричит ей, чтобы она не морочила ему голову песнями и чтобы Бог, вместо того чтобы присылать ему птичку, не вынуждал его переселяться в Канаду. Ивану очень тяжело и, обессилев, он садится на землю. 
Ночь. В хату к Ивану забирается молодой вор, но его ловит хозяин, протыкая ногу вора вилами. Иван приглашает двух односельчан, Михайло и Георгия: по законам крестьянской общины, вора следует судить на людях, а ограбленный хозяин должен его убить. Начинается беседа с вором о том, как его следует убивать; как вообще следует правильно убивать разных людей, в зависимости от национальности и рода их занятий. Участники разговора пьют, поят вора. Вор, понимая, что он обречён, просит хозяина разрешить поцеловать у него руку. К утру Иван перестаёт понимать, зачем он должен убивать такого же бедняка, как он сам. Вора убивают односельчане, выгоняя Ивана из его хаты.
Вторую половину фильма Дидух прощается с землёй, селом, земляками, домом. Он с семьёй уезжает в Канаду, за лучшей долей. Не только для него, но и для остальных жителей этот отъезд — как смерть, а провожание — похороны. Даже с женой он прощается, хотя она едет с ним. Выпаханная им земля как будто становится могилой Ивана. На самую высокую точку её он когда-то втащил, как Христос на Голгофу, и установил каменный крест, и он просит односельчан заботиться о кресте в его отсутствие.
Всем селом их провожают до околицы, а потом отпевают в церкви как настоящих покойников.

## В ролях
- Даниил Ильченко — Иван Дидух
- Борислав Брондуков — вор
- Константин Степанков — Михайло, односельчанин
- Василий Симчич — Георгий, односельчанин
- Иван Миколайчук — сын Ивана
- Борис Савченко — сын Ивана
- Антонина Лефтий — жена сына

## Съёмочная группа
- Автор сценария: Иван Драч
- Режиссёр: Леонид Осыка
- Оператор: Валерий Квас
- Художник: Николай Резник
- Композитор: Владимир Губа

## Награды
- Премия оператору фильма (В. Квас) ВКФ—68 (Ленинград)